# Puerto Rico en los Juegos Olímpicos de Múnich 1972
Puerto Rico estuvo representado en los Juegos Olímpicos de Múnich 1972 por un total de 53 deportistas masculinos que compitieron en 10 deportes.
El portador de la bandera en la ceremonia de apertura fue el atleta Arnaldo Bristol. El equipo olímpico puertorriqueño no obtuvo ninguna medalla en estos Juegos.